# Auguste Stephane
Auguste Stéphane pseudonimo di Auguste Jean Étienne (Metz, 9 febbraio 1863 – Publier, 12 febbraio 1947) è stato un ciclista su strada e pistard francese, professionista dal 1891 al 1898..
Vinse la Bordeaux-Parigi del 1892 e fu secondo nella edizione successiva. Nel 1898 fu secondo alla Parigi-Roubaix dietro Maurice Garin.

## Palmarès

### Strada
- 1892

Bordeaux-Parigi
- 1893

Parigi-Clermont-Ferrand
- 1894

Parigi-Spa
- 1897

Toulosa-Agen-Toulosa

### Pista
- 1893

12 ore di Bordeaux
- 1898

48 ore di Roubaix

## Piazzamenti

### Classiche monumento
- Parigi-Roubaix

1898: 2º